# Torsås
Torsås (uttal (fil) uttalas med jämnt tryck på båda stavelserna) är en tätort och centralort i Torsås kommun i Kalmar län.
Torsås ligger nästan mitt emellan Kalmar och Karlskrona.

## Historia
Ortens namn kommer sannolikt av gudanamnet Tor i genitiv och ås. Det är först belagt från år 1390, som Thorsas.
Vid sekelskiftet 1900 fanns tre vattendrivna kvarnar i Torsås kyrkby. Två av dem, stolfabriken och ångkvarnen, blev Torsås största arbetsplatser både sett till fabriksareal och antalet anställda. Stolfabriken drevs av Torsås träindustri och ångkvarnen av Torsås industri AB. Fabrikernas ångmaskin kom sedan att utnyttjas av traktens elektricitetsverk. För att möta de ökande kraven från elkonsumenterna köptes vattenfallet i Biskopsberg in, där ett modernt kraftverk stod färdigt 1932.
Torsås är kyrkby i Torsås socken och ingick efter kommunreformen 1862 i Torsås landskommun. I denna inrättades den 3 mars 1916 Torsås municipalsamhälle, vilket upplöstes vid utgången av 1957. Orten ingår sedan 1971 i Torsås kommun som centralort.

### Befolkningsutveckling
| Befolkningsutvecklingen i Torsås 1960–2020        | Befolkningsutvecklingen i Torsås 1960–2020 | Befolkningsutvecklingen i Torsås 1960–2020 | Befolkningsutvecklingen i Torsås 1960–2020 | Befolkningsutvecklingen i Torsås 1960–2020 |
| ------------------------------------------------- | ------------------------------------------ | ------------------------------------------ | ------------------------------------------ | ------------------------------------------ |
|                                                   |                                            |                                            |                                            |                                            |
| År                                                |                                            |                                            | Folkmängd                                  | Areal (ha)                                 |
| 1960                                              | 1960                                       |                                            | 1 047                                      |                                            |
| 1965                                              | 1965                                       |                                            | 1 175                                      |                                            |
| 1970                                              | 1970                                       |                                            | 1 289                                      |                                            |
| 1975                                              | 1975                                       |                                            | 1 495                                      |                                            |
| 1980                                              | 1980                                       |                                            | 1 781                                      |                                            |
| 1990                                              | 1990                                       |                                            | 1 896                                      | 243                                        |
| 1995                                              | 1995                                       |                                            | 1 975                                      | 246                                        |
| 2000                                              | 2000                                       |                                            | 1 900                                      | 246                                        |
| 2005                                              | 2005                                       |                                            | 1 829                                      | 248                                        |
| 2010                                              | 2010                                       |                                            | 1 848                                      | 248                                        |
| 2015                                              | 2015                                       |                                            | 2 000                                      | 311                                        |
| 2020                                              | 2020                                       |                                            | 2 042                                      | 325                                        |
| Anm.: Införlivade 2015 Sloalycke som utbröts 2023 |                                            |                                            |                                            |                                            |

Året 1955 var befolkningen i Torsås municipalsamhälle 1 099 personer och arean 591 ha. Enligt NE hade Torsås 2 020 invånare 1995.

## Samhället

### Bankväsende
Torsås sparbank grundades 1896. Den uppgick 1985 i Sparbanken Kronan, som senare blev en del av Swedbank. Den 29 mars 2018 stängde Swedbank kontoret i Torsås.
Kalmar enskilda bank öppnade ett kontor i Torsås den 3 november 1903. Den blev så småningom en del av Svenska Handelsbanken. Den 6 april 2021 stängde Handelsbanken; kommunen saknar sedan dess bankkontor.